# ARCT-154
ARCT-154, також відома під назвою VBC-COV19-154 — кандидат на вакцину проти COVID-19, розроблений компанією «Arcturus Therapeutics». У розробці, клінічних дослідженнях та виробництві вакцини компанія «Arcturus Therapeutics» співпрацює з в'єтнамською компанією «Vinbiocare».

## Застосування
Для створення відповідного імунного захисту необхідно два введення вакцини, друге введення проводиться через 28 днів після першої ін'єкції. Вакцина «ARCT-154» є самопідсилювальною мРНК-вакциною.

## Виробництво
Вакцина «ARCT-154» виготовляється у формі ліофілізованого порошку, що дозволяє транспортувати та зберігати її при температурі від 2° до 8 °C.
У серпні 2021 року компанія «Arcturus Therapeutics» уклала партнерську угоду з компанією «Vinbiocare», підрозділом найбільшого у В'єтнамі корпорації «Vingroup», для проведення клінічних досліджень вакцини проти COVID-19 «ARCT-154», розробленої за технологією мРНК, у В'єтнамі, та будівництва заводу з виробництва вакцини в парку високих технологій Хоалак у Ханої, для чого необхідно близько 200 мільйонів доларів інвестицій, та який після запуску зможе випускати 200 мільйонів доз вакцини на рік. Очікується, що «Vingroup» випустить перші партії вакцини проти COVID-19 на початку 2022 року. Компанія «Arcturus» надасть «Vinbiocare» доступ до свої запатентованих технологій та процесів виробництва своїх вакцин, а також ексклюзивну ліцензію на їх виробництво у В'єтнамі виключно для продажу та використання у В'єтнамі. Сюди входять усі інші вакцини компанії проти COVID-19-19, зокрема ARCT-021, та в майбутньому й інші вакцини для профілактики хвороб у В'єтнамі. «Vinbiocare» заплатить 40 мільйонів доларів завдатку, та буде нести відповідальність за витрати, пов'язані з передачею технологій, та оплатить сировину з мРНК, поставлену компанією «Arcturus», та роялті за вакцини, вироблені на підприємстві.

## Клінічні дослідження
Доклінічні дослідження вакцини показали, що він стимулює вироблення нейтралізуючих антитіл у приматів (не людей) проти варіантів COVID-19, які спричинюють найбільше занепокоєння, зокрема альфа-варіант, бета-варіант, гамма-варіант та дельта-варіант SARS-CoV-2.

### У Сінгапурі
3 серпня компанія «Arcturus Therapeutics» підтвердила, що компанія отримала схвалення проведення клінічного дослідження вакцини «ARCT-154» та іншої вакцини під назвою ARCT-165 у Сінгапурі. У цьому клінічному дослідженні І-ІІ фази буде оцінюватися дія вакцини після первинного щеплення, так і як бустера після першої дози вакцини «Комірнаті». Дослідження частково фінансується за рахунок гранту уряду Сінгапуру.

### У В'єтнамі
Клінічні дослідження вакцини у В'єтнамі повністю спонсоруються та фінансуються дочірньою компанією «Vingroup» — компанією «Vinbiocare».
2 серпня 2021 року компанія «Vinbiocare» отримала дозвіл регулятора розпочати клінічне дослідження свого кандидата на вакцину від COVID-19 у В'єтнамі. Компанія координуватиме свої дії з міністерством охорони здоров'я для проведення І—III фази клінічних досліджень вакцини «ARCT-154» за участю 21 тисяч дорослих добровольців у три етапи в серпні 2021 року. І фаза клінічного дослідження буде проходити за участі 100 добровольців для оцінки безпеки, переносимості та початкової оцінки імуногенності вакцини. Очікується, що клінічне дослідження розпочнеться 8 серпня у Ханойському медичному університеті. У ІІ фазі клінічних досліджень візьмуть участь 300 добровольців у кількох провінціях країни, а в III фазі досліджень на людях передбачається участь 20600 добровольців, включаючи фазу IIIa (600 добровольців) та IIIb (20 тисяч добровольців). Ті, хто отримає плацебо, отримають активну вакцину через 6 місяців, і всі учасники будуть проходити спостереження протягом 1 року.
У грудні 2021 року компанія планує завершити дослідження та подати заявку до міністерства охорони здоров'я про надання дозволу на екстрену реєстрацію вакцини у В'єтнамі.